# Austrachelas wassenaari
Espèce
Austrachelas wassenaari est une espèce d'araignées aranéomorphes de la famille des Gallieniellidae.

## Distribution
Cette espèce est endémique du KwaZulu-Natal en Afrique du Sud.

## Description
Les mâles mesurent de 6,15 à 7,30 mm et les femelles de 6,25 à 7,40 mm.

## Étymologie
Cette espèce est nommée en l'honneur de Theo Wassenaar.

## Publication originale
- Haddad, Lyle, Bosselaers & Ramirez, 2009 : A revision of the endemic South African spider genus Austrachelas, with its transfer to the Gallieniellidae (Arachnida: Araneae). Zootaxa, no 2296, p. 1-38.